# 取缔反动会道门
取缔反动会道门是中华人民共和国自1953年开始的旨在取缔不符合中共意識形態的“会道门”的政治运动。

## 前奏
“会道门”是“会门”与“道门”的合称。会道门形成于明朝中晚期，清朝获得发展，中华民国时期兴盛，组织名目达到数百种。中华人民共和国成立初期，会道门中少数自行瓦解，多数继续活动，其中有的成为反对政府的组织。其中，一贯道规模及影响最大。
1950年10月10日，中共中央发出《关于镇压反革命活动的指示》。1950年12月19日，北京市人民政府发出布告，取缔一贯道。在北京市的绝大部分一贯道道首都在12月18日夜被北京市公安局逮捕。12月20日《人民日报》发表社论《坚决取缔一贯道》称，取缔一贯道“是维护首都治安、保护生产、打击反革命破坏活动和反革命谣言的必要措施。”北京市的取缔一贯道行动历时两个月，逮捕“反动道首”381人；枪毙“反动道首”42人；登记点传师720人、坛主4775人、三才663人；封闭大小坛口1283个；声明退道者178074人。1951年1月14日，北京市公安局在中山公园水榭举办一贯道罪证展《一贯害人道》。
1951年2月21日，中央人民政府颁布《中华人民共和国惩治反革命条例》，其中第八条规定：“利用封建会道门，进行反革命活动者，处死刑或无期徒刑；其情节较轻者处三年以上徒刑。”1950年至1953年的镇压反革命运动中，虽将“反动会道门头子”列为重点打击的“五个方面的反革命分子”之一，镇压了一批道首，但打击不彻底，而且未从组织上取缔。

## 过程
1952年10月，中共中央批准《第五次全国公安会议决议》，其中要求“在已经完成土地改革的新区农村和没有取缔反动会道门的城市，发动一个大规模的取缔会道门的群众运动，把一切应该逮捕的道首都捉起来，结合进行广泛深入的大张旗鼓的宣传教育工作，组织广泛的退道运动，来一次集中解决，基本上摧毁反动会道门的组织。”
根据镇压反革命运动的部署，1953年，全国已经完成土地改革的新区农村和尚未取缔反动会道门的城市，普遍开展了“取缔反动会道门”，对“反动会道门”道首及骨干进行大规模逮捕并经过审判后判刑。此后直到1960年代初，各地公安机关又先后开展了多轮“取缔反动会道门”，基本消灭了中国大陆的各类会道门组织。部分“反动会道门”的道首及骨干逃往境外，在台湾、香港、澳门、新加坡、泰国等地继续活动，并建立新的会道门组织。
值得注意的是，并非所有会道门都被打成“反动会道门”遭到镇压。比如福建的三一教、上海的理教就没有被打成“反动会道门”。但由于當年禁佛滅道，反封建迷信，故此三一教教活动基本上進入地下，以代代家傳為主，而理教基本消失，这些教派的活动也受到极大限制，由于當年比如上海的理教活动在1965年终止，類似的還有天津的天地門教。

## 后续
文化大革命期间，一些地方的会道门活动抬头，随即被各地公安机关查处。
1982年，中共中央《关于我国社会主义时期宗教问题的基本观点和基本政策》中规定：“已被取缔的一切反动会道门和神汉、巫婆，一律不准恢复活动。凡妖言惑众、骗人钱财者，一律严加取缔，并且绳之以法。”1997年修订的《中华人民共和国刑法》第三百条对组织和利用会道门、邪教组织或者利用迷信破坏国家法律、行政法规实施的，蒙骗他人致人死亡的，奸淫妇女、诈骗财物的，分别定罪量刑。
1983年8月至1987年1月，在严厉打击严重刑事犯罪活动（简称“严打”）中，各地公安机关对“反动会道门”复辟活动普遍开展调查摸底，对道首及骨干进行严厉打击，分别判刑，使许多地方的会道门组织彻底绝迹。直到1990年代末，各地仍在查处取缔会道门组织。
改革开放后，境外会道门组织通过探亲、旅游等各种渠道返回中国大陆活动。中国各地公安机关采取了严密侦查，控制活动，判明性质，按不同情况处理的方式，对触犯《中华人民共和国刑法》的依法惩处，对一般活动则不追究。
另一方面，改革开放后，一些原来被镇压的会道门组织，如罗教的后裔分支荣华派、金童派、先天道等等，以及弘阳教等等，在不少省份加入了佛教协会，也有一部分加入道教协会，由此得以在中国大陆继续活动。而在不属于“反动会道门”的教派中，三一教的发展最为引人注目，2006年12月8日，经莆田市民政局批准及莆田市宗教局同意，莆田市三一教协会正式成立，这标志着莆田市三一教正式“纳入政府依法管理的轨道”，这也是三一教乃至包括“会道门”在内的所有新兴宗教在改革开放后成立的第一个合法组织。
进入21世纪，中华人民共和国政府及学界也在逐步调整对会道门的认识。2004年，国家宗教事务局增设业务四司，首次将业务范围拓展到五大宗教之外。2009年5月4日，國家宗教事務局副局長蔣堅永應臺北指南宮董事長高忠信邀请來到臺湾參訪，當天拜訪了高雄市六龜區的佛教妙崇寺，随即拜訪一貫道寶光建德「神威天臺山」道場，最後来到佛光山拜訪釋星雲法師，釋星雲在会见中建议大陆在五大宗教之外考慮放寬多一點合法宗教信仰的選擇。一贯道等会道门逐步被中国大陆学界纳入新兴宗教研究范畴。2010年12月6日，中国社会科学院世界宗教研究所主办的“新兴宗教发展趋势研讨会”在北京开幕，各学科学者以及巴哈伊教、一贯道、摩门教、天帝教、真空教等新兴宗教的领袖参加了会议，此次会议获得国家宗教事务局、国务院台办、国务院发展研究中心等单位以及国家反邪教部门的支持，这是中国大陆首次出现学界、政界、新兴宗教界共同探讨新兴宗教的场面。2011年10月，中国社会科学院世界宗教研究所主编的2011年宗教蓝皮书《中国宗教报告（2011）》在北京发布，其中指出，新兴宗教已在中国大量出现，可分为“外来型”与“本土型”两大类，未来新兴宗教可能继续蓬勃发展。